# Палац Пшездецьких (Чорний Острів)
Палац Пшездецьких — будівля у містечку Чорний Острів.

## Відомості
У другій половині XVIII ст. Міхал Пшездзецький на місці замку князів Вишневецьких поставив палац. У Білій залі був портрет гр. Лізи Пшездецької пензля Франца Вінтергальтера, були тут також портрети пензля Альфонса Муратона. В сусідньому залі висіли портрети родини Прездзецьких, Олізарів, Мостовських пензля італійського портретиста Маттео Баччеллі, який проживав у Чорному Острові, в англійському будинку з терасою на березі річки. В Жовтому салоні був портрет Іренея Залуського та роботи Петро Тенерані. В Довгій залі знаходився великий образ св. Ієроніма пензля Доменікіно. Король Станіслав Август пропонував за цей образ 5000 дукатів. В костелі біля палацу були образи пензля Бачеллі. Чорноострівський парк був закладений Марією Мостовською (Прездецькою). Чорний Острів належав пізніше гр. Лізі Пшездецькій та її доньці гр. Марії Валевській. На острів вів міст на ланцюгах, а на самому острові був італійської архітектури палац. Музичним оркестром в Чорному острові керував Луіджі Тоніні. Чорний Острів не був жодного разу проданий, а переходив по спадковості. Досі у маєтку збереглися чотири грубки і дубові сходи.